# 奥州スマートインターチェンジ
奥州スマートインターチェンジ（おうしゅうスマートインターチェンジ）は、岩手県奥州市胆沢小山にある、東北自動車道の本線直結型スマートインターチェンジ。

## 概要
本線直結型であり、利用可能車種はETC搭載の全車種で24時間運用。上下線ともに出入可となっている。
当SICは岩手県内で初の本線直結型である。なお、パーキングエリア (PA) 併設型のSICでは2018年（平成30年）3月に供用開始した矢巾SICが同県内初となった。

## 道路
- E4 東北自動車道（35-1番）

## 接続する道路
- 市道附野下笹森線（上り線）
- 岩手県道236号衣川水沢線（下り線）

## 沿革
- 2013年（平成25年）6月11日 : 連結許可[2]。
- 2016年（平成28年）9月17日 : 着工[3]。
- 2018年（平成30年）4月21日 : 供用開始[4]。

## 周辺
- 岩手県立水沢農業高等学校
- 岩手県立胆沢病院
- 国立天文台水沢VLBI観測所
- 小山製麺

## 隣
E4 東北自動車道
(35)平泉前沢IC - 前沢SA - (35-1)奥州スマートIC - (36)水沢IC